# HD 13931
HD 13931 är en ensam stjärna belägen i den norra delen av stjärnbilden Andromeda. Den har en skenbar magnitud av ca 7,60 och kräver en stark handkikare eller ett mindre teleskop för att kunna observeras. Baserat på parallax enligt Gaia Data Release 2 på ca 21,1 mas, beräknas den befinna sig på ett avstånd på ca 155 ljusår (ca 48 parsek) från solen. Den rör sig bort från solen med en heliocentrisk radialhastighet på ca 30 km/s.

## Egenskaper
HD 13931 är en solliknande gul till vit stjärna i huvudserien av spektralklass G0 V. Den har ett metallinnehåll som är 8 procent större än solens och en magnetiskt ineffektiv kromosfär. Den har en massa som är ungefär lika med en solmassor, en radie som är ca 1,2 solradier och har ca 1,5 gånger solens utstrålning av energi från dess fotosfär vid en genomsnittlig effektiv temperatur av ca 5 900 K.

## Planetsystem
År 2009 upptäcktes, genom mätning av förändringar i stjärnans radiella hastighet, en jätteplanet med mycket lång omloppsperiod, mer massiv än Jupiter, i omloppsbana kring HD 13931. Denna exoplanet har en omloppsperiod av 11,55 år på ett genomsnittligt avstånd av 5,15 AE (770 Gm). Planetens excentricitet (0,02) är ungefär densamma som jordens.
Enligt en forskning från 2018 är HD 13931 den mest lovande kända solliknande stjärnan, eftersom den liknar solen och har en planet med massa och halv storaxel som liknar Jupiter. Dessa egenskaper ger en sannolikhet av nästan 75 procent för förekomst av en dynamiskt stabil beboelig zon, där en jordliknande planet kan existera och upprätthålla liv.
| Planet         | Massa           | Halv storaxel (AE) | Siderisk omloppstid (d) | Excentricitet | Inklination | Radie |
| -------------- | --------------- | ------------------ | ----------------------- | ------------- | ----------- | ----- |
| b (obekräftad) | ≥1,88 ± 0,15 MJ | 5,15 ± 0,29        | 4 218 ± 388             | 0,02 ± 0,05   | -           | -     |